# Color Him Father
"Color Him Father" é uma composição do grupo de funk e soul The Winstons lançada em 1969.
Atingiu o segundo lugar das paradas de R&B e o sétimo na Billboard Hot 100 daquele ano. Seu compositor Richard Spencer ganhou o Grammy Award de melhor canção de R&B em 1970.
Lançada como compacto, foi uma das composições mais conhecidas dos The Winstons. Teve como lado B a canção "Amen, Brother", famosa por conter um trecho usado massivamente música eletrônica, o Amen Break.
Posteriormente, versões da canção por outros artistas incluíram Linda Martell ainda em 1969, além de Keb' Mo' em 2001.